# Cantone di Arcueil
Il Cantone di Arcueil era una divisione amministrativa dell'arrondissement di L'Haÿ-les-Roses.
È stato soppresso a seguito della riforma complessiva dei cantoni del 2014, che è entrata in vigore con le elezioni dipartimentali del 2015.
Comprendeva il comune di Arcueil e la parte occidentale del comune di Gentilly.